# 庫寧斯基河
庫寧斯基河（烏克蘭語：Кунинський），是烏克蘭的河流，位於該國西部，屬於比拉河的右支流，發源自馬海里夫和大佩雷德米斯佳之間，流經利沃夫州，河道全長10公里，流域面積27平方公里。